# Zamieszki we Lwowie (1936)
Zamieszki we Lwowie, Krwawy czwartek – kilkudniowe, antyrządowe zamieszki o podłożu ekonomicznym we Lwowie w 1936 roku, związane z utrzymującym się wysokim bezrobociem i narastającym ubóstwem. Zdarzenia miały początek w demonstracjach bezrobotnych, a iskrą przyczyniającą się do wybuchu zamieszek była śmierć jednego z demonstrantów. Zamieszki zostały krwawo stłumione przez władze, zależnie od źródeł zginęło od 19 do 49 osób.

## Podłoże
Podłożem do zamieszek był trwający od kilku lat światowy kryzys gospodarczy, w efekcie którego znacząco spadła produkcja przemysłowa i wzrosło bezrobocie. Utrzymujący się przez kilka lat okres załamania gospodarczego spowodował zubożenie ludności i rozszerzenie grupy osób zagrożonych głodem. W marcu 1936 r. doszło do rozruchów bezrobotnych w Poznaniu oraz w Krakowie. W tym ostatnim mieście na skutek policyjnej akcji zginęło od kul 10 osób. W kwietniu protesty bezrobotnych miały już miejsce prawie w całej Polsce.
Od początku kwietnia 1936 roku we Lwowie szerzyły się pogłoski, że władze znacząco obniżyły w budżecie państwa środki przeznaczone na roboty publiczne. W mieście było wówczas 30 tys. oficjalnie zarejestrowanych bezrobotnych, którzy często gromadzili się na wiecach i domagali się pracy. Kolejne robotnicze delegacje w każdym urzędzie otrzymywały jednak odpowiedź, że administracja nie ma pieniędzy na roboty publiczne.

## Demonstracja bezrobotnych
We Lwowie, 14 kwietnia miała miejsce demonstracja bezrobotnych przed biurem pośrednictwa pracy przy ul. Świętokrzyskiej (obecna Dmitrija Bortniańskiego), w dzielnicy Janowskie. Gdy urzędnicy poinformowali o braku pieniędzy na zatrudnienie bezrobotnych przy robotach publicznych, demonstranci przeszli pod Urząd Miasta. Próba wdarcia się na dziedziniec została jednak udaremniona przez Policję Państwową. Demonstranci przenieśli się wówczas na plac Akademicki, gdzie pojawił się także konny patrol policji, który natarł na protestujących. Demonstranci odpowiedzieli, obrzucając policjantów kamieniami i kostką brukową, która na remontowanym placu leżała luzem. Policjanci wycofali się do wylotu ul. Akademickiej, a jeden z nich zaczął strzelać do tłumu z rewolweru.
Według wersji zdarzeń przyjętej przez władze policjant oddał pięć strzałów w powietrze, a potem jeden w kierunku demonstrantów. Od tego strzału zmarł w szpitalu robotnik Władysław Kozak, a inny robotnik został ranny. Według wersji podawanej w prasie komunistycznej i wydawnictwach powojennych policjant oddał osiem strzałów w kierunku demonstrantów, zabijając Kozaka na miejscu, a w szpitalu zmarł drugi z trafionych robotników.
Następnego dnia na placu Akademickim odbył się wiec bezrobotnych, który otoczyła policja. Pomimo spokojnego przebiegu zgromadzenia, tego samego dnia nastąpiły aresztowania prewencyjne. Pogrzeb Władysława Kozaka zaplanowano na 16 kwietnia. Władze żądały, by pochować zabitego na Cmentarzu Łyczakowskim, który znajdował się najbliżej kostnicy, ale rodzina i komitet pogrzebowy zdecydowały o pochówku na Cmentarzu Janowskim, co oznaczało przemarsz konduktu żałobnego przez całe miasto. Pochówek na Cmentarzu Janowskim wynikał z miejsca zamieszkania zmarłego.

## Zamieszki w czasie pogrzebu

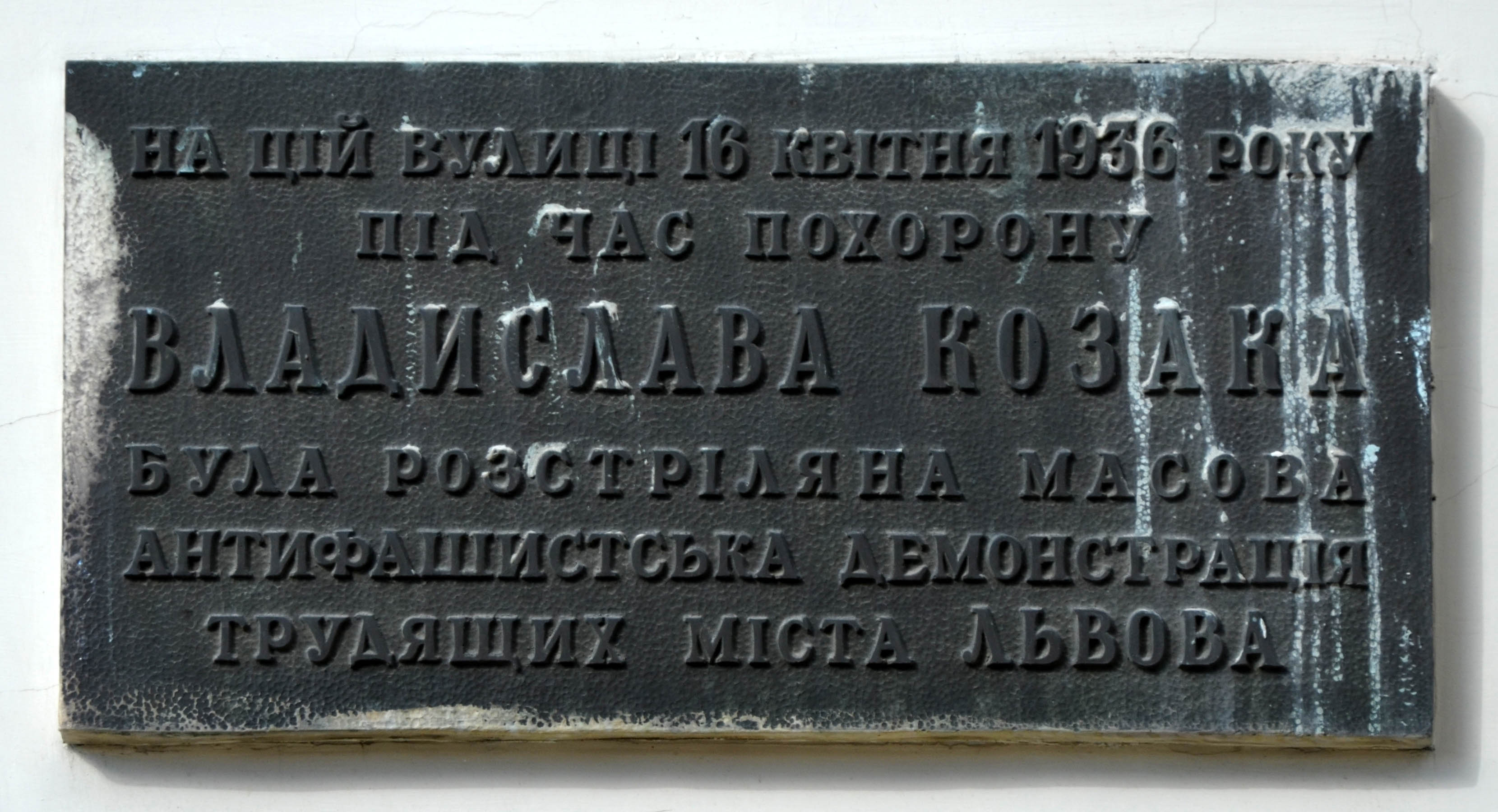
Współczesna tablica we Lwowie, upamiętniająca otwarcie ognia przez policję podczas przejścia konduktu pogrzebowego Władysława Kozaka

Według władz w pogrzebie wzięło udział 8 tys. osób. Władze oskarżały uczestników konduktu o niszczenie szyb wystawowych i rabowanie sklepów oraz ataki na policjantów z użyciem broni palnej i kamieni. Policja zareagowała, używając szabel, a potem broni palnej, w tym karabinów. Władze oskarżyły również część uczestników pogrzebu o atak na koszary policyjne, gdzie policja również w odpowiedzi użyła broni. Według prasy komunistycznej to policjanci z koszar zaatakowali kondukt i strzelali do niego z dachu i okien koszar. Zaatakowano także więzienie.
Pod teatrem doszło natomiast do gwałtownych starć. Demonstranci przewrócili tramwaje, tworząc z nich barykady i wyrywali bruk, który miał służyć jako broń. Walki trwały tego dnia także w innych miejscach miasta, także z użyciem broni palnej. Według niektórych relacji policja strzelała do przeciwnika także z broni maszynowej.
Spokój w mieście został zaprowadzony dopiero w nocy, gdy na ulice wyprowadzone zostało wojsko. Według władz zginęło 19 osób, a według komunistów 31 osób zabitych na miejscu i 18 zmarłych w szpitalach. Straty wynikające ze zniszczenia bruków, tramwajów i sklepów oszacowano na milion złotych.

## Następstwa
Pogrzeb Władysława Kozaka został doprowadzony do skutku jeszcze 16 kwietnia, a w samym pochówku uczestniczyło ok. 1500 osób. W następnych dniach władze wymusiły, by kolejne ofiary chować jedynie w gronie rodzin, najczęściej o świcie, co miało zapobiec dalszym zamieszkom. Doniesienia ze Lwowa podlegały ścisłej cenzurze, a redakcje wielu gazet zrezygnowały z tego powodu z pisania własnych relacji i ograniczały się do publikowania rządowych komunikatów.
Celem załagodzenia sytuacji ekonomicznej władze przyznały dodatkowe kredyty na walkę z bezrobociem. 21 kwietnia członkowie Rady Miasta Lwowa zdecydowali o uruchomieniu robót publicznych, ale z powodu braku środków zdecydowano wysłać do Warszawy delegację z prośbą o nowe fundusze. Rząd przychylił się do wniosku już 24 kwietnia.
Władze rozpoczęły także kampanię propagandową przeciw demonstrantom. Oskarżano wielu z zabitych o kryminalną przeszłość, drukowano także oświadczenia organizacji związanych z rządem, które potępiały zamieszki i oskarżały o ich inspirację komunistów. Masowe aresztowania po zamieszkach były tak liczne, że władze zmuszone były dementować plotki o założeniu pod Lwowem obozu koncentracyjnego. Oficjalnie aresztowano 1500 osób.
Ze stanowiska został odwołany wówczas starosta grodzki lwowski Kazimierz Protassewicz.
10 czerwca 1936 komendant główny Policji Państwowej gen. Kordian Józef Zamorski działając „z rozkazu Pana Prezesa Rady Ministrów i Ministra Spraw Wewnętrznych” wyraził podziękowanie i udzielił pochwały inspektorowi Władysławowi Goździewskiemu, komendantowi wojewódzkiemu PP we Lwowie „za celowe i właściwe użycie oddziałów policyjnych w czasie trwania i likwidacji strajku we Lwowie – co pozwoliło na utrzymanie ładu, porządku i likwidację strajku bez użycia broni” (choć w rzeczywistości została ona użyta). Równocześnie generał Zamorski polecił „wyrazić uznanie i pochwałę dla wszystkich oficerów i szeregowych, którzy brali w tej akcji udział”.